# Meiacanthus ditrema
Meiacanthus ditrema es una especie de pez de la familia Blenniidae en el orden de los Perciformes.

## Morfología
• Los machos pueden llegar alcanzar los 6 cm de longitud total.

## Reproducción
Es ovíparo.

## Hábitat
Es un pez de mar y de clima tropical y asociado a los  arrecifes de coral que vive entre 0-18 m de profundidad.

## Distribución geográfica
Se encuentra desde las Islas Molucas y las Filipinas hasta Samoa, las Ryukyu, Australia Occidental, el norte de la Gran Barrera de Coral, Tonga y Micronesia (República de Palau).